# 996 Hilaritas
996 Hilaritas eller 1923 NM är en asteroid i huvudbältet, som upptäcktes den 21 mars 1923 av den österrikiske astronomen Johann Palisa. Den har fått sitt namn efter det engelska ordet Hilaritas.
Asteroiden har en diameter på ungefär 29 kilometer och den tillhör asteroidgruppen Themis.